# Los Galindos
Los Galindos es una compañía de circo española fundada en 1991 en Barcelona por los artistas Marcel Escolano, Bet Garrell, Dani Tomàs, Johnny Torres y Pere Parera. Esta compañía es pionera en la incorporación del trapecio mini volante en espectáculos de circo de calle. En 2016, Los Galindos fue galardonado por el Premio Nacional de Cultura de Cataluña por su tarea en el circo y en los espectáculos de calle.

## Historia
Los Galindos es una compañía que fue fundada en 1991 en Barcelona por Marcel Escolano (1967), Bet Garrell (1968), Dani Tomàs, Johnny Torres y Pere Parera. Son los dos primeros los que se mantienen a través del tiempo. El 30 de junio de 1991, estrenaron en el Parque de la Ciudadela de Barcelona el espectáculo Los grandes Gobelinos, como parte de la primera edición de la Festa del Circ.
Desde entonces, han desarrollado su actividad en España, diferentes países de Europa, el continente americano, Australia y Oriente Próximo. Aunque actúan preferentemente en la calle, también realizan espectáculos en carpa y en yurta.
Los Galindos  son referentes del circo contemporáneo en España, comenzaron sus creaciones con la incorporación del trapecio minivolante, técnica aprendida con Rogelio Rivel. Realizan espectáculos cómicos, en los que se combinan acrobacia, equilibrismo y malabarismo.  
Además de los espectáculos de creación propia, han trabajado con los circos Raluy (gira antillana 1992-1993) y Crac (La gran reprís, 1995, y Miratges, mentiras y misterios, 1997). Participaron en las ceremonias de clausura de los Juegos Olímpicos de Barcelona (1992), de inauguración de los Juegos Olímpicos de Invierno de Albertville (1992) y de inauguración de los Special Olympics (1994). 
Muy vinculados al Ateneo Popular Nou Barris, Los Galindos se han dedicado asiduamente a la pedagogía circense y es una de las compañías impulsoras de la Asociación de Circo Rogelio Rivel, promotora y gestora de la Centro de las Artes del Circo Rogelio Rivel. Dentro de su faceta social Los Galindos han colaborado en muchas ocasiones con Payasos Sin Fronteras, participando en algunas expediciones organizadas por la esta entidad.

## Reconocimientos
En 2000, Los Galindos fueron galardonados con el Premios FAD Sebastià Gasch, como "grupo de acróbatas y malabaristas de procedencias diversas, con "muchos años de carpa", que han sabido incorporar a cada espectáculo la espectacularidad, la poesía y unas grandes dosis de humor". Al año siguiente, en 2001, su espectáculo Amalgama recibió una mención especial de los premios Ciudad de Barcelona, que entrega el Ayuntamiento de Barcelona, «por la brillante conjunción de los distintos lenguajes escénicos».
En 2013, recibieron el Premio al Mejor Espectáculo de Carpa por el montaje con números de rueda cyr y lanzamiento de cuchillos que representan en una yurta en los IV Premios de Circo Zirkòlika.
En 2016, Los Galindos fueron galardonados con el Premio Nacional de Cultura de Cataluña, que otorga el Consell Nacional de la Cultura i de les Arts (CoNCA), por su tarea en el circo y en los espectáculos de calle.
En 2021, su espectáculo Muerto de Risa recibió el Premio de la Crítica a Mejor espectáculo de circo, el Premio Zirkòlika Especial del Jurado, el Premio del Público al Festival Internacional de Teatro y Artes de Calle de Valladolid (TAC) y en 2022, el Premio Ciudad de Barcelona en la categoría de Artes Escénicas. Este mismo espectáculo recibió en 2023, en su primera edición, el Premio Talía a Mejor Espectáculo de Circo, galardón que entregan los profesionales de la Academia de las Artes Escénicas de España a sus compañeros.